# Диме Смугрев
Диме Кулев Смугрев (Смугре), наричан Диме паша, е български революционер, деец на Вътрешната македоно-одринска революционна организация.

## Биография
Диме Смугрев е роден в 1871 година в битолското село Обършани, тогава в Османската империя. През Илинденско-Преображенското въстание е селски войвода и участва в отряда на Питу Гули. Сражава се при Мечкин камен при защитата на Крушевската република.
След потушаването на въстанието участва във възстановяването на ВМОРО в Крушевско. Убит е заедно със свой другар от турци на 2 юни 1906 година в Битолско.